# Le Prix de la passion
Pour plus de détails, voir Fiche technique et Distribution.
Le Prix de la passion (titre original : The Good Mother) est un film de procès dramatique américain réalisé en 1988 et tiré du roman éponyme de Sue Miller. Quatrième long métrage de Leonard Nimoy, il met en scène Diane Keaton et Liam Neeson dans les rôles principaux.
Le Prix de la passion nous montre comment les sentiments et les croyances peuvent empêcher les enfants d'être exposés à la sexualité des adultes ainsi qu'aux problèmes de société relatifs aux tribunaux, qui règlent des questions complexes et éthiques.

## Synopsis
Anna Dunlap (Diane Keaton) est une professeure de piano travaillant dans une école de musique. Récemment divorcée, elle a réussi à avoir la garde de sa petite fille de quatre ans, Molly (Asia Vieira). Un jour, Anna tombe amoureuse de Leo (Liam Neeson), un sculpteur qui lui permet enfin d'être de nouveau épanouie sexuellement. Mais sa liberté sexuelle finit par avoir de graves conséquences : son ex-mari, Brian (James Naughton), ne cesse de la questionner sur sa nouvelle vie. Pire, après avoir appris la vérité, il accuse Leo d'avoir abusé de Molly et poursuit Anna en justice quant à la garde de leur fille.

## Fiche technique
- Titre original : The Good Mother
- Titre francophone : Le Prix de la passion
- Réalisation : Leonard Nimoy
- Scénario : Michael Bortman, d'après le roman The Good Mother de Sue Miller
- Photographie : David Watkin
- Montage : Peter E. Berger (en)
- Musique : Elmer Bernstein
- Décors : Anthony Greco
- Costumes : Susan Becker
- Direction artistique : Richard Harrison et Hilton Rosemarin (en)
- Producteurs : Arne Glimcher et Daniel J. Heffner
- Sociétés de production : Touchstone Pictures, Silver Screen Partners IV
- Sociétés de distribution : Buena Vista Pictures Distribution
- Budget: 14 000 000 $ (estimé)
- Pays d'origine :  États-Unis
- Langue originale : anglais
- Tournage : du 15 avril 1988 au 27 juin 1988
- Format : Couleur
- Genre : Drame
- Durée : 104 minutes
- Dates de sortie :
  - États-Unis : 4 novembre 1988
  - Portugal : 23 juin 1989

## Distribution
- Diane Keaton (VF : Béatrice Delfe) : Anna
- Liam Neeson (VF : Patrick Floersheim) : Leo Cutter
- Jason Robards (VF : Jean-Claude Michel) : W. O. Muth
- Ralph Bellamy : Frank, le grand-père
- Teresa Wright : Eleanor, la grand-mère
- James Naughton : Brian Dunlop
- Asia Vieira : Molly Dunlop
- Joe Morton : Frank Williams
- Katey Sagal (VF : Annie Balestra) : Ursula
- Margaret Bard : tante Rain
- Philip Eckman : oncle Rain
- Greg Ellwand : Garrett
- Charles Kimbrough : oncle Orrie
- Nina Linder : Catherine
- Fred Melamed : Dr Payne
- Monique Mojica : Mme Harkessian
- Maureen McRae : tante Weezie
- Marvin Karon : Bobby, adult
- Terrence Slater : oncle Weezie
- Mairon Bennett : Anna, jeune
- Zachary Bennett : Bobby, jeune
- David Gardner : le juge
- Nancy Beatty : la mère d'Anna
- Barry Belchamber : le père d'Anna
- Timothy Lee : le mari de Catherine
- Patricia Phillips : la femme de l'oncle Orrie

 Source et légende : version française (VF) sur RS Doublage